# Дървообработваща промишленост
Дървообработващата промишленост е стопански отрасъл, един от 34-те подотрасъла на преработващата промишленост в Статистическата класификация на икономическите дейности за Европейската общност под името „Производство на дървен материал и изделия от дървен материал и корк, без мебели; производство на изделия от слама и материали за плетене“.
Секторът обхваща първичната обработка на дървен материал и производството на изделия от него, като фурнир, шперплат, плочи от дървесни частици или влакна, паркет, дограма, палети, бъчви и много други. В миналото той включва и обособените в наши дни в самостоятелни отрасли целулозно-хартиена и мебелна промишленост.
В България към 2019 година отрасълът има оборот от 1,1 милиарда лева и в него работят около 18 600 души. Секторът включва главно средни и малки предприятия, а най-големите към 2017 година са „Кроношпан България“ в Бургас, „Кастамону България“ в Горно Сахране, Казанлъшко, и „Велде България“ в Троян.